# Балчиклы (Башкортостан)
Балчиклы (баш. Балсыҡлы) — деревня в Бакалинском районе Республики Башкортостан Российской Федерации. Входит в состав Старокуручевского сельсовета. 

## География

### Географическое положение
Расстояние до:
- районного центра (Бакалы): 25 км,
- центра сельсовета (Старокуручево):
- ближайшей ж/д станции (Туймазы): 104 км.

## История
Название происходит от гидронима Балсыклы 
С 2008 года, после упразднения  Гусевского сельсовета, включен в Старокуручевский сельсовет (Закон Республики Башкортостан от 19.11.2008 N 49-з «Об изменениях в административно-территориальном устройстве Республики Башкортостан в связи с объединением отдельных сельсоветов и передачей населённых пунктов», ст.1, п.6) е)).

## Население
| 2002 | 2009 | 2010 |
| ---- | ---- | ---- |
| 242  | ↘234 | ↘192 |

Национальный состав
Согласно переписи 2002 года, преобладающая национальность — марийцы (74 %).

## Природа
Распространены тёмно-серые и серые лесные почвы, встречаются выщелоченные чернозёмы. Леса занимают 32,8 процентов территории района, для приподнятой части водоразделов характерны смешанные широколиственные, для пониженной – дубовые, берёзово-дубовые, берёзово-осиновые леса, хвойных лесов мало. В них растут дуб, липа, клён, осина, ольха, берёза, ясень, орешник, рябина, черемуха, дикие яблони, груши, тополь, ива, дикая вишня, малина, облепиха, пихты, ели, сосна, туя. 